# Нижние Татмыши (Канашский район)
Ни́жние Та́тмыши (чув. Анаткас Татмӑш) — деревня в Канашском районе Чувашской Республики. Входит в состав Янгличского сельского поселения.

## География
Находится в центральной части Чувашии, на расстоянии приблизительно 15 км по прямой на запад-юго-запад от районного центра города Канаш.

## История
Известна с 1858 года, когда как околоток Нижний деревни Вторая Татмышева, что ныне не существует. В 1897 году было учтено 339 человек, в 1926 — 98 дворов, 494 жителя, в 1939—462 жителя, в 1979—276. В 2002 году был 81 двор, в 2010 — 69 домохозяйств. В 1931 году был образован колхоз «Парижская коммуна», в 2010 году действовал ООО «Исток».

## Население
Постоянное население составляло 244 человека (чуваши 97 %) в 2002 году, 196 в 2010.